# Amina Priscille Longoh
Amina Priscille Longoh, née le 6 juin 1991 à Sarh, est une humanitaire et femme politique tchadienne.
Elle sert au sein du gouvernement tchadien en tant que ministre d'État et ministre de la Femme et de la Protection de la Petite enfance et de la Solidarité nationale entre juillet 2020 et juillet 2025.

## Biographie
Amina Priscille Longoh naît le 6 juin 1991 à Sarh, la capitale de la région du Moyen-Chari au Tchad.
Elle est titulaire d'un master en communication des institutions, d'une licence en gestion des affaires administratives et d'une certification en diplomatie innovante. Après avoir travaillé dans le secteur pétrolier pour Glencore de 2013 à 2018, elle quitte l'entreprise pour se consacrer au travail humanitaire.
En 2016, elle fonde la Fondation Tchad Helping Hands, une organisation caritative qui se concentre particulièrement sur le soutien aux femmes et aux filles tchadiennes,. La genèse de la fondation est une collecte de fonds qu'elle avait organisée pour une fillette de 2 ans atteinte d'un cancer des yeux. Les fonds ne sont pas arrivés à temps et la fille est décédée. Voulant être en mesure de répondre plus rapidement aux crises à l'avenir, elle lance Tchad Helping Hands plus tard cette année-là.
Elle est nommée par le président Idriss Déby comme directrice de la Maison nationale de la femme en 2019. Elle est également commissaire à l'éducation pour l'Union panafricaine de la jeunesse (en),,.
En juillet 2020, elle est nommée par le président Idriss Déby Itno comme ministre de la Femme et de la Protection de la petite enfance,. À 29 ans, elle est la plus jeune ministre du cabinet nouvellement remanié aux côtés du nouveau ministre de la Jeunesse et des Sports, Routouang Mohamed Ndonga Christian. Elle est alors l'une des neuf femmes du cabinet de 35 membres,,.
Elle plaide contre la marginalisation sociale et économique des femmes et en faveur du rôle des femmes dans l'unité et l'identité panafricaines,.
La ministre fait l'objet d'une controverse en novembre 2020 lorsqu'une photo d'elle circule en ligne tenant un Coran, qui est un cadeau d'étudiants d'une école coranique. Certains musulmans pensent que les non-musulmans ne devraient pas toucher directement le livre sacré. Elle s'excuse, en supprimant la photo de son profil sur les réseaux sociaux et en demandant pardon à la communauté musulmane,.
Elle est cheffe de mission de la campagne présidentielle du president Idriss Deby Itno pour l'élection présidentielle d'avril 2021 avant le décès de ce dernier. Depuis mai 2022, elle est maintenue dans le gouvernement de Transition dirigé par Mahamat Idriss Deby Itno, fils d'Idriss Deby Itno.
Amina Priscille Longoh est promue le 2 septembre 2023 ministre d'État par le Président de Transition, faisant d’elle la première femme tchadienne ministre d'État,.
En mai 2024, elle est reconduite au poste de ministre de la Femme dans le gouvernement du Premier ministre Allamaye Halina. En février 2025, Amina Priscille Longoh est reconduite au poste de ministre de la Femme et obtient le ministère de l'Enfance dans le deuxième gouvernement Halina.
Le 16 juillet 2025, Amina Priscille Longoh est nommée conseillère spéciale, représentante personnelle du chef de l'État Mahamat Idriss Déby auprès du Conseil permanent de l'Organisation internationale de la francophonie (OIF), en remplacement de Madame Aziza Baroud décédée, par un décret présidentiel .